# Paracaryopsis coelestina
Paracaryopsis coelestina är en strävbladig växtart som först beskrevs av Lindley, och fick sitt nu gällande namn av Robert Reid Mill. Enligt Catalogue of Life ingår Paracaryopsis coelestina i släktet Paracaryopsis och familjen strävbladiga växter, men enligt Dyntaxa är tillhörigheten istället släktet Paracaryopsis och familjen strävbladiga växter. Arten förekommer tillfälligt i Sverige, men reproducerar sig inte. Inga underarter finns listade i Catalogue of Life.